# Marta Tomasa Worner
Marta Tomasa Worner (Barcelona, España, 16 de mayo de 1980) es una actriz y bailarina española conocida en la pequeña pantalla principalmente por su papel como Fe en El secreto de Puente Viejo, pero que ha hecho también papeles en musicales como Grease, el Musical.

## Biografía
El 30 de julio de 2011 se casó con el también actor Jordi Coll, con quien compartió reparto desde 2014 hasta 2015 en la serie El secreto de Puente Viejo. En 2015 la familia se amplía, nace su primera hija Jael el 15 de julio de 2015.
El 21 de enero de 2017 confirma en una entrevista que está esperando su segundo hijo Pau, al que da a luz el 3 de julio de 2017.

## Filmografía

### Televisión
| Año       | Serie                      | Personaje         |
| --------- | -------------------------- | ----------------- |
| 2013      | Despechados                | Silvia            |
| 2014-2019 | El secreto de Puente Viejo | Fe Pérez          |
| 2017      | El secreto de Puente Viejo | Caridad Pérez     |
| 2020      | ByAnaMilán                 | Profesora collage |

### Cine
| Año  | Título              | Personaje |
| ---- | ------------------- | --------- |
| 2020 | Para toda la muerte | Sonia     |
| 2021 | Espejo, espejo      | Youtuber  |

### Teatro
| Año       | Título             | Personaje |
| --------- | ------------------ | --------- |
| 2010-2011 | Hair, el musical   | Ángela    |
| 2011-2013 | Grease, el Musical | Frenchy   |